# Angelo Cuccuru
Angelo Cuccuru, Angelino Cuccuru (ur. 6 grudnia 1920 w Sindia, zm. 11 czerwca 1942 w Rikowie na Ukrainie) - włoski Sługa Boży Kościoła katolickiego.
Angelo Cuccuru urodził się 6 grudnia 1920 w Sindii na Sardynii. Został wezwany do wojska. W 1941 roku został wysłany na front wschodni na Ukrainę. W dniu 10 czerwca 1942 roku w czasie akcji zwiadowczej nad rzeką Don został ciężko ranny w głowę. Zmarł 11 czerwca 1942 roku w opinii świętości. Został pochowany na cmentarzu w Senakiewie. 8 czerwca 1996 roku jego szczątki przeniesiono do Sindii. Obecnie trwa jego proces beatyfikacyjny.